# 尼亞拉達 (蒙大拿州)
尼亞拉達（英語：Niarada）是位於美國蒙大拿州弗拉特黑德縣及桑德斯縣的普查規定居民點。

## 歷史
尼亞拉達的郵局於1911年設立，其後於1989年停運。

## 人口
根據2020年美國人口普查的數據，尼亞拉達的面積為128.15平方千米，皆為陸地。當地共有人口28人，而人口密度為每平方千米0.22人。